# Ülejõe (Koigi)
Ülejõe – wieś w Estonii, w prowincji Järva, w gminie Koigi.